# Thalassironus bisetosus
Thalassironus bisetosus is een rondwormensoort uit de familie van de Ironidae. De wetenschappelijke naam van de soort is voor het eerst geldig gepubliceerd in 1970 door Vitiello.